# Eddie Lusk
„Professor“ Eddie Lusk (* 21. September 1948; † 26. August 1992) war ein US-amerikanischer Blues-Musiker (Piano, Keyboard).
Lusks Eltern waren Prediger, wodurch er schon als Kind mit Gospelmusik in Berührung kam. Als Sessionmusiker spielte er in den späten 1970er und in den 1980er Jahren an der South Side von Chicago u. a. mit Luther Allison, Fenton Robinson, Syl Johnson, Michael Coleman, Otis Rush, Junior Wells, Buddy Guy (Breaking Out, 1981), Koko Taylor (Queen of the Blues 1985) und Jimmy Dawkins (Kant Sheek Dees Bluze 1992). Daneben leitete Lusk seine eigene Band, die Professor’s Revue, mit der er Ende der 1980er das Album Professor Strut mit Karen Carroll für Delmark Records aufnahm. Als Lusk 1992 erfuhr, dass er an Darmkrebs erkrankt sei, beging er im August 1992 Suizid, indem er in den Chicago River sprang.